# Ficus grewiifolia
Ficus grewiifolia är en mullbärsväxtart som beskrevs av Carl Ludwig von Blume. Ficus grewiifolia ingår i släktet fikonsläktet, och familjen mullbärsväxter. Inga underarter finns listade i Catalogue of Life.